# باشگاه ورزشی الخور
باشگاه ورزشی الخور (به عربی: نادی الخور‌ الریاضی) یک باشگاه ورزشی در شهر الخور و در کشور قطر می‌باشد که تیم فوتبال آن در لیگ دسته دوم قطر بازی می‌کند.
این باشگاه در سال ۱۹۶۱ میلادی تأسیس شده است و در رشته‌های مختلف ورزشی چون فوتبال، فوتسال، بسکتبال، والیبال، هندبال، دو و میدانی، تنیس روی میز و شنا دارای تیم می‌باشد.
این تیم یک بار در سال ۲۰۰۵ به مقام قهرمانی در جام ولیعهد قطر رسیده است. همچنین در سال ۲۰۰۳ به قهرمانی در جام شیخ جاسم قطر رسیده است و سابقهٔ نایب قهرمانی در این جام را دارد.

## دست‌آوردها
- جام ولیعهد قطر
  - قهرمانی (۱): ۲۰۰۵
- جام شیخ جاسم قطر
  - قهرمانی (۱): ۲۰۰۳

## بازیکنان برجسته
- قاسم برهان
- هوار ملا محمد
- یونس محمود
- علا عبدالزهره
- مهدی کریم
- سلام شاکر

بازیکنان ایرانی
- سروش رفیعی

## مربیان پیشین
- مارکوس فالوپا
- رنه سیموئز
- لادیسلاس لوزانو
- ژان-پل رابیر
- لادیسلاس لوزانو
- برتران مارشان
- آلن پرین
- ژان فرناندز
- وینفرد شفر